# ФК Челик Никшич
„Челик“  е футболен отбор от град Никшич, Черна гора.
Отборът играе в Черногорската втора лига – втория по сила ешелон на черногорския клубен футбол. Тимът е носител на Купата на Черна гора за сезон 2011/12.
ФК „Челик“ е създаден през 1957 г. Играе домакинските си мачове на стадион „Железаре“, който разполага с капацитет от 2000 седящи места.

## Български футболисти
- Дилян Колев: 2012-2013

## Успехи
- Купа на Черна гора
  - Носител (1): 2012

## Български футболисти
- Дилян Колев: 2012/13 - (25 мача - 1 гол)